# Tay Zonday
Adam Nyerere Bahner (* 6. července 1982), známý především pod pseudonymem Tay Zonday, je americký klávesista, vítěz ocenění YouTube. Díky své písni Chocolate Rain, kterou nahrál na YouTube a která má přes 120 milionů návštěv, se stal v červenci 2007 populárním internetovým memem.